# Juan Aguilera Núñez
Juan Aguilera Núñez   (Madrid, 13 de setembre de 1985) és un futbolista professional madrileny que juga com a migcampista. El seu darrer equip va ser l'AD Alcorcón

## Carrera esportiva
Aguilera va començar la seva carrera amb els equips amateurs del Getafe CF B i el CDA Navalcarnero, i posteriorment va jugar tres anys a Segona Divisió B per un altre club de la Comunitat de Madrid, el CD Leganés. El 2008 fou transferit al Reial Múrcia CF, on fou assignat a l'equip B, de la mateixa categoria.
Aguilera va debutar amb el primer equip el 9 de gener de 2010, entrant com a suplent a la segona part, en una derrota per 0–2 a casa contra l'Elx CF. Posteriorment va jugar tres partits més durant la temporada, en què tant el primer equip com el segon varen descendir.
El 13 de juliol de 2015, després de tres anys a la Superlliga grega amb l'Platanias FC, va signar contracte amb el Mumbai City FC de la Superlliga índia.
El 23 de febrer de 2016, Aguilera va retornar a Espanya, a la segona divisió, en signar contracte amb la SD Huesca, i hi fou titular habitual durant la temporada 2017–18, en què l'equip ascendí a La Liga per primer cop en la seva història.
Aguilera va debutar a primera divisió als 32 anys i 11 mesos, el 25 de setembre de 2018, substituint Cucho Hernández en una derrota per 0–3 a fora contra l'Atlètic de Madrid. El 3 de juliol de 2019, després que l'equip baixés, va signar contracte per tres anys amb l'AD Alcorcón de segona divisió.